# Teateråret 1966

## Händelser

### Okänt datum
- Erland Josephson efterträder Ingmar Bergman som chef för Dramaten
- Nils Poppe blir teaterdirektör för Fredriksdals friluftsteater

## Priser och utmärkelser
- O'Neill-stipendiet tilldelas Gertrud Fridh.
- Thaliapriset tilldelas skådespelerskan Kerstin Tidelius.
- Margareta Hallin utnämns till hovsångerska.

## Årets uppsättningar

### April
- 21 april – Ernst-Hugo Järegård och Jan-Olof Strandberg spelar huvudrollerna när Samuel Beckets pjäs I väntan på Godot har premiär på Dramaten.[1] Jackie Söderman stod för regin, Ulf Johanson och Georg Årlin spelade Lucky och Pozzo. Uppsättningen blev en klassiker som hann spelas 147 gånger fram till 1979.[2]

### Okänt datum
- Frederick Knotts pjäs Wait Until Dark har premiär i New York
- Sławomir Mrożeks pjäs På villande hav (Na pełnym morzu) uppförs av TV-teatern
- Pablo Picassos pjäs Åtrån fångad i svansen sätts upp av Marionetteatern i bearbetning och regi av Staffan Westerberg och med Lasse Werner i en av rollerna.